# Gertrude de Pologne
Gertrude de Pologne, née le 16 mars 1025 et morte le 4 janvier 1108, fille de Mieszko, roi de Pologne et de Richezza de Lorraine. Elle fut souveraine consort de la Russie kiévienne.

## Biographie
En 1041, Gertrude, sœur de Casimir Ier roi de Pologne, épouse Iziaslav, fils de Iaroslav le Sage, afin de renforcer l’alliance entre la Russie kiévienne et le royaume de Pologne. Le mariage a lieu le même jour que celui de son frère Casimir le Restaurateur avec la sœur d'Iziaslav, Marie. Devenue veuve en 1078, elle demeure chez son fils préféré (filius unicus) Iaropolk, prince de Tourov, plus tard canonisé par l'Église orthodoxe russe.
Elle est surtout connue pour avoir commandé un livre de prières enluminé dans le style byzantin qu'elle fait ajouter au psautier d'Egbert (Xe siècle) en sa possession. Il se trouve aujourd'hui à Cividale en Italie.

## Descendance
De son mariage avec Iziaslav, Gertrude aura au moins un enfant:
- Iaropolk, prince de Tourov et Pinsk.

Peut-être les deux suivants sont-ils d'une autre épouse d'Iziaslav, puisqu'elle nomme dans son livre de prières son fils Iaropolk filius unicus. Certains historiens estiment qu'il faut comprendre cette expression comme mon fils préféré.
- Mstislav ;
- Sviatopolk II, grand-prince de Kiev.